# Agaty z Płóczek Górnych

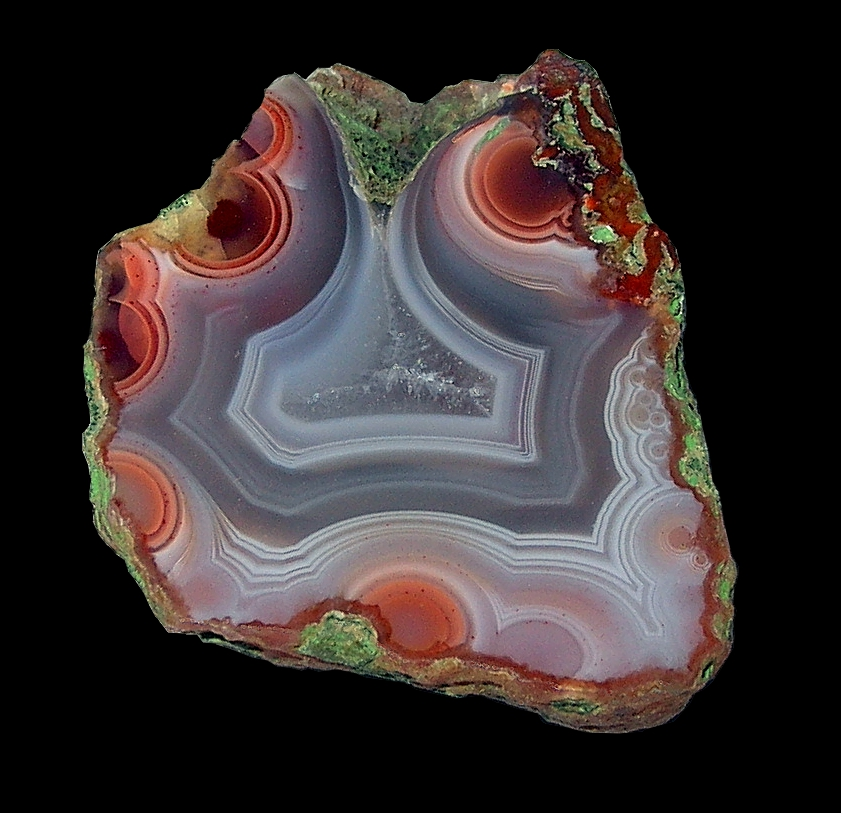
Agat z Płóczek Górnych

Agaty z Płóczek Górnych – złoże agatów występujące w rejonie wsi Płóczki Górne na Dolnym Śląsku. Agaty tutejsze uchodzą za jedne z najpiękniejszych na świecie.
Złoże o rozmiarach 1000 × 500 m znajduje się na północnych stokach wzgórza Lipień (393 m n.p.m.), na wschód od Płóczek Górnych. W regionie tym występują permskie (czerwony spągowiec) skały osadowe oraz wulkanity, głównie andezyty bazaltowe, trachyandezyty bazaltowe, ryolity i ich tufy. Seria ta wchodzi w skład struktury zwanej niecką północnosudecką. Agaty są obecne w obrębie serii skalnej, będącej pozostałością dawnego potoku lawowego zbudowanego z andezytów bazaltowych (w starszej literaturze zwanych melafirami) o miąższości od 50 do 200 m. 
Agaty z Płóczek, należące do typu agatów migdałowcowych, powstały w efekcie wypełniania pustek pogazowych w zastygniętej lawie. Mają one postać z reguły parocentymetrowych, owalnych lub okrągławych form tkwiących w skale macierzystej. Miejscowe agaty cechuje bardzo bogata kolorystyka. Głównym minerałem jest chalcedon, a rzadziej spotyka się w obrębie agatów kryształ górski, ametyst, kalcyt, baryt, hematyt, goethyt. 

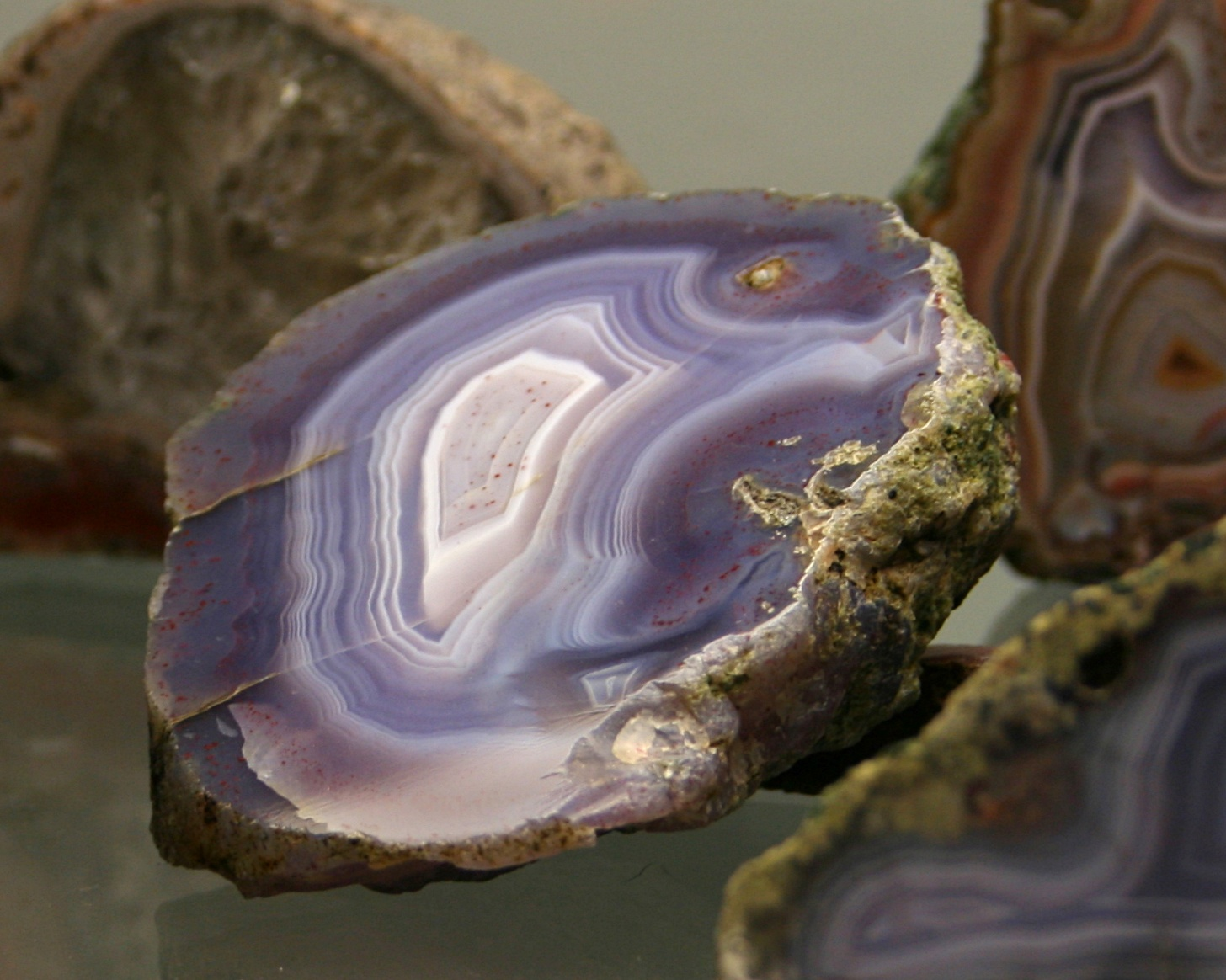
Agat z Płóczek Górnych. Zbiory Muzeum Złota w Złotoryi.

W obrębie agatów i w samodzielnych skupieniach występuje w Płóczkach Górnych również prasiolit, a jego opisane w 1992 roku tutejsze znaleziska (jak i podobne z rejonu Kłodzka) były pierwszymi na świecie stwierdzeniami tego minerału w stanie naturalnym. 
Agaty z Płóczek znane są od II połowy XVIII w., m.in. pojedyncze okazy z tej lokalizacji w 1784 r. pozyskał do swych zbiorów Adolf Traugott von Gersdorf. Odnotowywane w literaturze są od 1846 r., jednak aż do lat 70. XX w. wzmianki te były rzadkie, a większej eksploatacji nie prowadzono. Od lat 70. XX w. agaty są intensywnie pozyskiwane przez prywatnych zbieraczy. 
Występowanie w Płóczkach Górnych agatów stało się impulsem do stworzenia corocznej największej w Polsce giełdy minerałów w pobliskim Lwówku Śląskim. 
Agatom z Płóczek poświęcono m.in. popularyzacyjną pracę autorstwa J. A. Bossowskiego: „Agaty ze Lwówka Śląskiego”. Wyd. Bud-Stal-Test II, 2004 r. (wyd. II. wyd. I z 2000 r.) oraz album: „Agaty z Płóczek Górnych”. Lwówek Śląski. 2009, którego autorami są J. Bogdański, T. Praszkier, R. Siuda.